# Trang trại Tomita

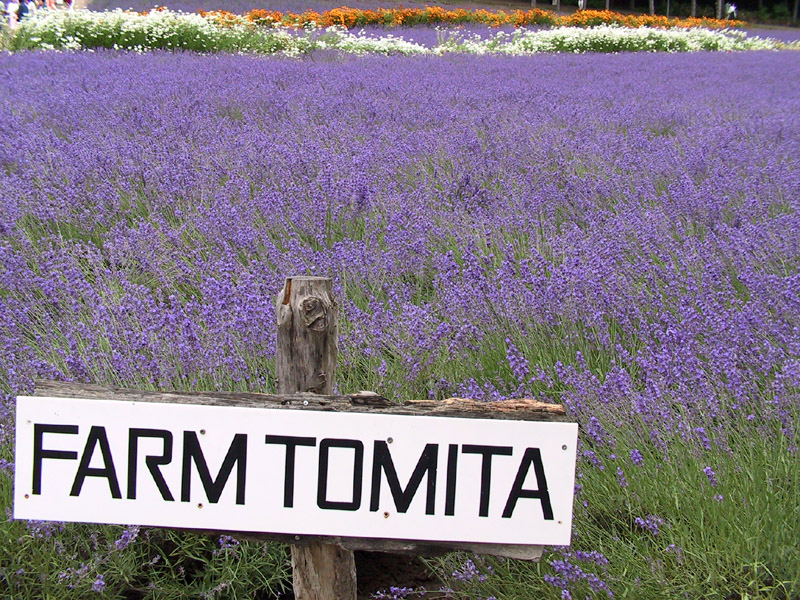
Bảng hiệu "Trang TRẠI TOMITA" và hoa oải hương (tháng 7)

Trang trại Tomita (ファーム富田,（ファームとみた))
nằm ở thị trấn nakafuro, quận Sorachi, Hokkaido, Nhật Bản. Trang trại mở cửa từ mùa xuân đến mùa thu, trồng các loại hoa trong đó chủ yếu là hoa oải hương. Trong trang trại cũng có bảo tàng và cửa hàng bán đồ lưu niệm, khách có thể vào thăm trang trại miễn phí trong giờ làm việc.

## Lịch sử
Sau khi Hokkaido được quốc hữu hoá vào năm 1897, số lượng di dân từ đảo Honshu tăng vọt, trong số đó có người sáng lập nên trang trạng Tomita là ông Tokuma Tomita.

## Tổng quan

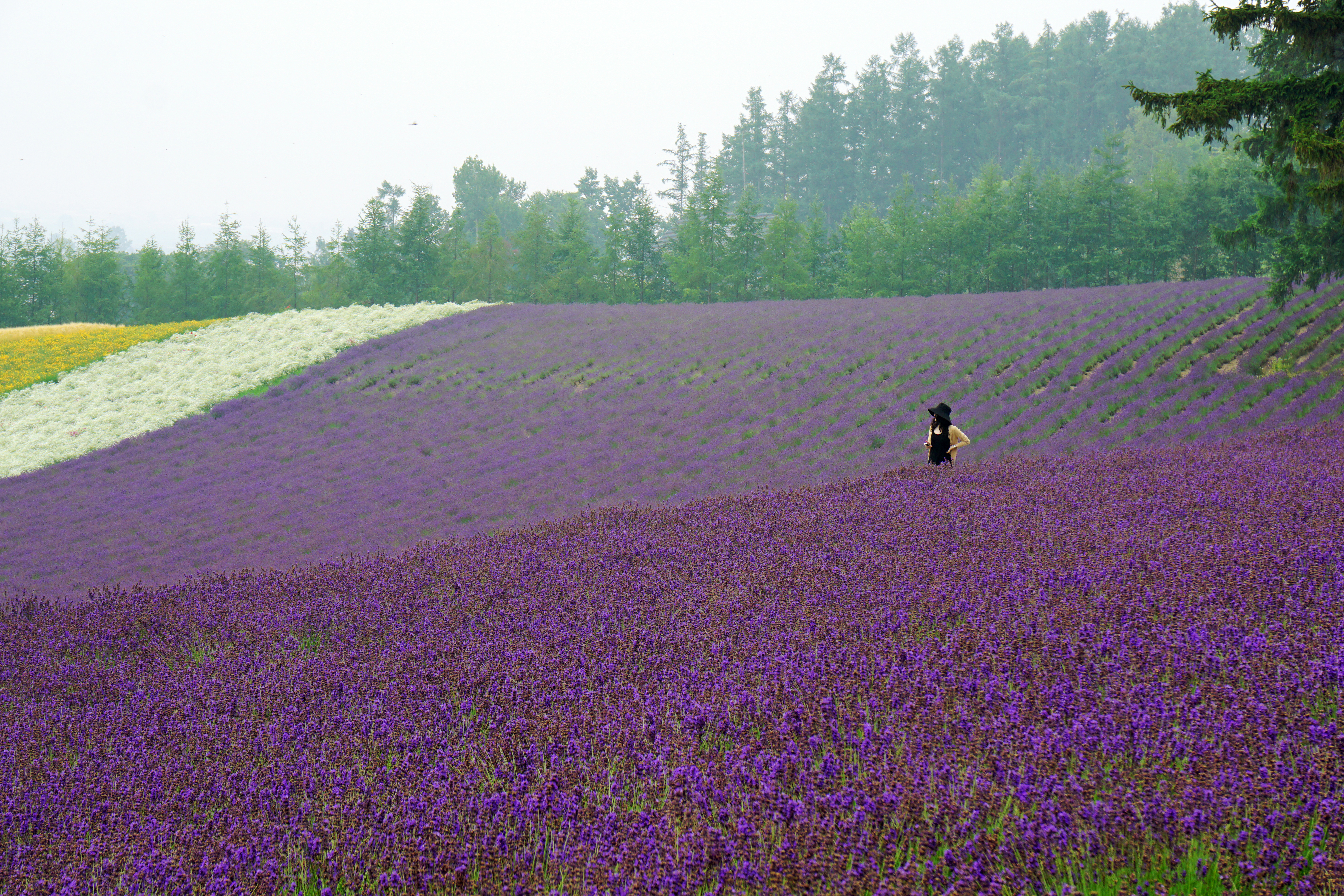
Cánh đồng Mori no irodori (tháng 7)

## Đường đến
Từ ga tàu Lavender Batake (ラベンダー畑駅) chỉ hoạt động vào mùa hè, du khách mất khoảng 7 phút đi bộ để đến trang trại. Mùa hè là mùa tham quan chính ở đây, thường thì các con đường bộ xung quanh dễ bị kẹt xe.

## Đề mục liên quan
- Điểm tham quan ở Hokkaido